# Аминта (наместник Каппадокии)
Аминта (др.-греч. Αμύντας; IV век до н. э.) — македонский сатрап Каппадокии

## Биография
В 322 году до н. э. после поражения от Пердикки Ариарата I его племянник Ариарат II вместе с немногими приближёнными бежал в Армению, где и нашёл убежище.
Спустя несколько лет, воспользовавшись продолжающимися среди диадохов распрями, Ариарат II вместе с войском, предоставленным ему армянским царём Ардоатом, вторгся в Каппадокию. Ею в то время управлял македонский наместник Аминта. Ариарт разбил Аминту и, по словам Диодора Сицилийского, «изгнал македонян со своих земель в короткие сроки и восстановил свои первоначальные владения».
В современной научной литературе существует мнение, что возвращение Ариарата II произошло около 266 года до н. э. (К. Белох, Г. Бенгтсон), либо в последние годы правления Селевка I (М. Шоттки). Однако, по всей видимости, это случилось около 301 года до н. э. Так, И. Г. Дройзен считал, что Аминта был наместником Антигона I. По предположению Дройзена, сражение между армиями Аминты и Ариарата II произошло в долине Галиса. Наконец, О. Л. Габелко не исключал той возможности, что Ариарат II сражался с селевкидским военачальником Диодором.